# Berchtesgadener Land Bahn
A Berchtesgadener Land Bahn (röviden BLB) egy regionális osztrák vasúttársaság, mely a normál nyomtávolságú 35 km hosszú, villamosított Freilassing–Berchtesgaden-vasútvonalon közlekedteti a motorvonatait. A társaság a Regentalbahn AG és a Salzburg AG 50-50%-os tulajdonában van. A társaság 2009 májusában alakult, a forgalmat öt Stadler FLIRT háromrészes motorvonattal látják el. Az alkalmazottak száma 40 fő, a társaság székhelye Freilassing.